# Eurytheca
Eurytheca es un género de hongos en la familia Myriangiaceae.